# Ichneumon stenogaster
Ichneumon stenogaster là một loài tò vò trong họ Ichneumonidae.